# Prionchulus muscorum
Prionchulus muscorum är en rundmaskart som först beskrevs av Félix Dujardin 1845.  Prionchulus muscorum ingår i släktet Prionchulus och familjen Mononchidae. Arten är reproducerande i Sverige. Inga underarter finns listade i Catalogue of Life.